# Hori Hidemasa
Hori Hidemasa est un nom japonais traditionnel ; le nom de famille (ou le nom d'école), Hori, précède donc le prénom (ou le nom d'artiste).
Hori Hidemasa (堀 秀政, 1553-28 juin 1590), aussi connu sous le nom Hori Kyūtarō (堀 久太郎), est un samouraï vassal d'Oda Nobunaga et Toyotomi Hideyoshi au cours de l'époque Azuchi Momoyama de l'histoire du Japon. Il est l'un des plus grands généraux de Hideyoshi et commande ses forces dans plusieurs de ses batailles les plus importantes.

## Biographie
Né dans la province de Mino, il est élevé avec son cousin Hori Naomasa par son oncle, un prêtre ikkō-shū. D'abord au service d'Ōtsu Chōji et Kinoshita Hideyoshi, il devient page d'Oda Nobunaga à l'âge de 13 ans. À 16 ans, il est nommé préfet (bugyō) responsable de la construction de la résidence du shogun Ashikaga Yoshiaki au Hongaku-ji où il travaille avec des gens comme Sugaya Nagayori, Ōtsu Nagaaki, Yabe Iesada, Hasegawa Hidekazu, Manmi Shigemoto et Fukutomi Hidekatsu. Peu à peu, cependant, il commence à passer de plus en plus de temps sur le champ de bataille. En 1575, il participe aux assauts de Nobunaga contre les Ikkō-ikki de la province d'Echizen et combat les saika-ikki deux ans plus tard, commandant l'armée de Nobunaga en compagnie de Hashiba Hideyoshi et Sakuma Nobumori. Il est également à la tête d'un corps d'arquebusiers dans plusieurs batailles.
Hidemasa reçoit le domaine de Sakata dans la province d'Ōmi en 1581 avec un revenu de 25 000 koku. Bien que quelques textes indiquent qu'il contrôle également le château de Nagahama, à l'heure actuelle, la plupart des sources indiquent que le château appartient à Hideyoshi. Bien qu'il y a un fief à proximité détenu par un temple bouddhiste avec le même kokutaka (évaluation de la valeur des terres en koku), les deux ne doivent pas être confondus.
L'année suivante, Oda Nobunaga est tué lors de l'incident du Honnō-ji mais Hidemasa reste loyal au clan de son ancien seigneur et suit Oda Nobutada dans sa bataille contre Araki Murashige et la famille Takeda. Il demeure bugyō tout au long de cette période et supervise la construction d'une demeure pour les missionnaires portugais et joue un rôle dans la tenue du débat religieux d'Azuchi (安土宗論, Azuchi shūron) en 1579. En tant que représentant de Nobunaga, il est aussi l'hôte de personnalités comme Tokugawa Ieyasu, Niwa Nagahide et autres. À la suite du décès de son seigneur, il passe au service de Toyotomi Hideyoshi.
Hidemasa conduit l'avant-garde de Hideoyshi à la bataille de Yamazaki en 1582, en compagnie de Nakagawa Kiyohide et Takayama Ukon, et reçoit l'année suivante beaucoup d'éloges de la part de Tokugawa Ieyasu pour ses prouesses lors de la bataille. À cette époque, Hideyoshi vient de commencer la lutte contre Shibata Katsuie et Ieyasu exprime sa confiance que la campagne se déroulera bien. Hidemasa est promu au cinquième rang, nommé au saemonfu (左卫门, bureau de la sécurité de la cour) et se voit accorder comme fief le château de Sawayama dans la province d'Ōmi, avec un revenu de 90 000 koku. Il organise ensuite des négociations pour Hideyoshi avec la secte Ikkō qui s'oppose fermement à Nobunaga ; le prêtre en chef du Renshō-ji est Hori Rokuemon, le cousin de Hidemasa, aussi les négociations se déroulent-elles aisément.
Hidemasa commande plusieurs parties des forces de Hideyoshi encore une fois en 1584 à la bataille de Komaki et Nagakute, où elles subissent une écrasante défaite face à l'armée des Tokugawa. Prises en embuscade par Osuga Yasutaka et Sakakibara Yasumasa, elles contiennent avec succès leurs attaquants pendant un certain temps mais lorsqu'elles rencontrent la force principale des Tokugawa forte de 9 000 hommes, elles sont contraintes de battre en retraite. L'année suivante, Hideyoshi est élevé au poste de kampaku (régent impérial) et Hidemasa promu au quatrième rang de cour et nommé par ailleurs à un nouveau poste. Après le siège du Negoro-ji et l'invasion de Shikoku, il reçoit les terres du défunt Niwa Nagahide, Kita no shō, situées dans la province d'Echizen, avec un revenu associé de 180 000 koku.
Durant la campagne de Kyūshū de 1587, Hidemasa emmène une fois encore l'avant-garde des forces de Hideyoshi. Comme il s'empare de plusieurs châteaux et qu'une cinquantaine de guerriers de Satsuma sont capturés, il les libère au lieu de les tuer. Il est dit que Hidemasa ne connaît absolument aucun repos pendant l'essentiel de la campagne et lutte bataille après bataille sans interruption.
Le siège d'Odawara de 1590 voit Hidemasa diriger une bataille pour la dernière fois. Il commande le flanc gauche de l'armée assiégeante avec un certain nombre de grands guerriers sous ses ordres et s'empare de plusieurs fortifications environnantes. Mais à la fin du cinquième mois, il tombe soudainement très malade et décède. Son fils aîné, Hori Hideharu, hérite de ses terres et fonctions gouvernementales.

## Source de la traduction
- (en) Cet article est partiellement ou en totalité issu de l’article de Wikipédia en anglais intitulé « Hori Hidemasa » (voir la liste des auteurs).